# Borio
Borio est une marque de biscuits similaire aux biscuits Oreo.

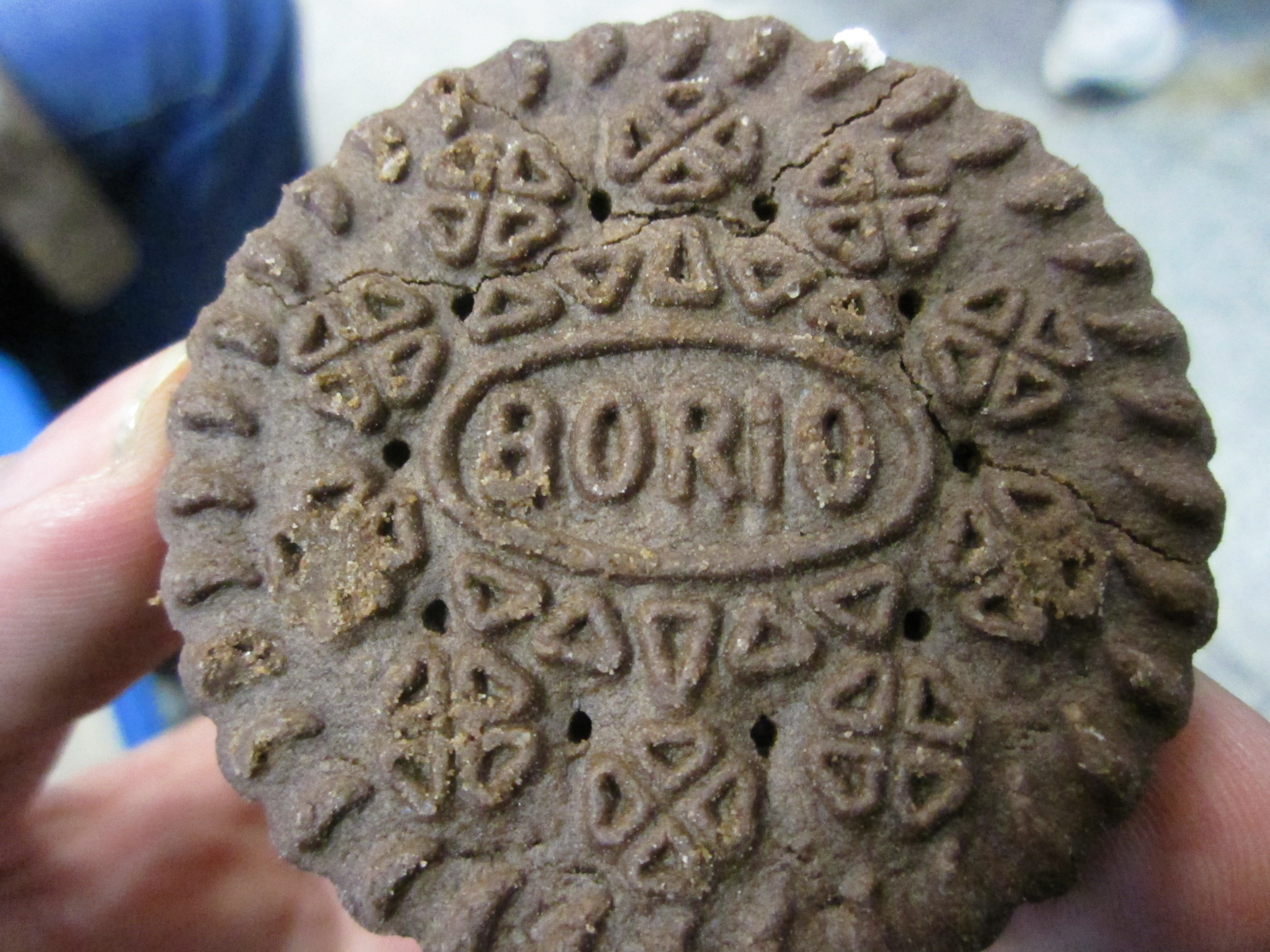
Un biscuit fourré Borio

Alors qu'Oreo a été inventé en 1912 aux États-Unis par la société Nabisco, Borio est produit et distribué en Égypte par la société Family Nutrition.

## Histoire
Kraft Foods acquiert Nabisco en 2000 et Family Nutrition en 2003 , de sorte que les deux marques appartiennent alors au même groupe.
Aujourd'hui Kraft Foods est devenu Mondelez International.